# Ивашинцов, Якуб
Якуб Ивашинцов (лит. Jokūbas Vasencavicius; пол. Jakób Iwaszencowicz (Iwasiencowicz); также Кубай Ивашенцов, Кубас Ивашенцев) (? — 1533/34) — литовский дворянин, литовский и русский государственный деятель XV—XVI вв. Основатель русского дворянского рода Ивашинцовых.

## Биография
Принадлежал к литовскому шляхетскому роду герба Лис. Род Ивашинцовичей (Ивашенцовичей) придерживался православной веры и был близок ко двору Великого Княжества Литовского.
Судя по всему, Якуб Ивашинцов обладал хорошим для своего времени образованием, владел ратным и артиллерийским делом, знал несколько языков. Его отца, предположительно звали Андреем, а дядю Роман. О высоком статусе семьи свидетельствует и тот факт, что его представители как минимум дважды заключали брачные союзы с крупным и влиятельным магнатским родом князей Глинских. Сперва за князя Ивана Львовича «Мамая» Глинского вышла двоюродная сестра Якуба, дочь его дяди Романа Ивашинцовича, а затем и сам Якуб сочетался браком с княжной Фёклой, дочерью князя Ивана Борисовича Глинского,,.
В 1506 году Якуб Ивашинцович был направлен польским Королём Сигизмундом I Казимировичем послом к «Царю Перекопскому», то есть Крымскому хану Менгли Гирею, с поручением добиться мира . Миссия Якуба увенчалась успехом. Польша обязалась платить Крымскому хану ежегодную дань, а взамен получила ярлык о «вечной дружбе».
Весной 1507 года выступал проводником при неудавшемся походе крымских татар во главе калгой Мехмедом Гиреем на южнорусские владения.
За успех крымской миссии Якуб Ивашинцович был пожалован людьми и землями в Минском повете, а в 1507 году назначен Мозырским наместником.
В 1508 году во время мятежа князей Глинских без сопротивления открыл ворота Мозыря и присоединился к восставшим.
После провала мятежа бежал в Москву, где совместно с другими литовскими изгнанниками вошёл в состав образовавшейся особой прослойки, т.н Литвы дворовой. Имения Якуба Ивашинцовича в Литве были конфискованы в пользу княгини Анастасии Слуцкой, которая оказала помощь королевским войскам в борьбе с мятежниками, а также в пользу его родных братьев Богдана, Андрея и Дмитрия Ивашинцовичей, оставшихся верными польской короне.
Польско-литовское правительство требовало «отпуска», то есть выдачи мятежников, но получило отказ Москвы. Находясь при дворе Великого князя Московского Василия III, при помощи русских дипломатов, Якубу удалось выкупить свою жену, оставшуюся в Литве.
Судя по русским дипломатическим документам некоторое время находился в опале у великого князя.
Между 1509 и 1512 годах волостель Сяма Вологодского уезда. Позже был жалован вотчиной в Ростовском уезде, рядом с имениями своих покровителей князей Глинских.
В 1520 году стоял 3-м воеводой в Москве «в Графитове», в июне 1521 г. 3-м воеводой «на Мокше и Наровчате» в походе против хана Мехмед Гирея, в 1523 г. участвовал в походе на реку Суру, а в Казанском походе 1524 г. был 2-м воеводой у меньшего снаряда судовой рати.
20 августа 1531 году под именем старца-инока Якима (Иоакима) сделал вклад 50 рублей в Троице-Сергиев монастырь.
Скончался приблизительно в 1533/34 г.
Достоверно известно имя лишь одного сына Якуба Ивашинцова — Федора, умершего в 1552 года.